# Haukur Þrastarson
Haukur Þrastarson (Selfoss, 14 de abril de 2001) es un jugador de balonmano islandés que juega de central en el Dinamo Bucarest. Es internacional con la selección de balonmano de Islandia.
Su primer gran campeonato con la selección fue el Campeonato Mundial de Balonmano Masculino de 2019.

## Palmarés

### Selfoss
- Liga de Islandia de balonmano (1): 2019

### Kielce
- Liga de Polonia de balonmano (3): 2021, 2022, 2023
- Copa de Polonia de balonmano (1): 2021

## Clubes
| Club             | País     | Año         |
| ---------------- | -------- | ----------- |
| Selfoss Handball | Islandia | 2016 - 2020 |
| KS Vive Kielce   | Polonia  | 2020 - 2024 |
| Dinamo Bucarest  | Rumania  | 2024 - Act. |